# Sveriges nationalatlas
Sveriges nationalatlas (SNA) är ett verk i 24 band som beskriver Sverige. Nationalatlasen är ett samarbete mellan Lantmäteriet, Svenska Sällskapet för Antropologi och Geografi och Statistiska centralbyrån. 
När Lantmäteriet 2008 sålde sin kartverksamhet till Norstedts Förlag ingick SNA och webbplatsen sna.se.
I Sveriges Nationalatlas ingår följande band:
Grundserien utgiven 1990-1996 innehåller 17 band:
1. Sveriges kartor
2. Skogen
3. Befolkningen
4. Miljön
5. Jordbruket
6. Infrastrukturen - Förvaltning, Kommunikationer, Energi
7. Hav och kust
8. Kulturliv, rekreation och turism
9. Sverige i världen
10. Arbete och fritid
11. Kulturminnen och kulturmiljövård
12. Berg och jord
13. Kulturlandskapet och bebyggelsen
14. Klimat, sjöar och vattendrag
15. Industri och service
16. Växter och djur
17. Sveriges geografi
18. Atlas över Skåne (1999)
19. Folkhälsa och sjukvård (2000)
20. Västra Götaland (2004)
21. Stockholm - Mälarregionen (2008)
22. Språken i Sverige (2010)
23. Jordbruk och Skogsbruk i Sverige sedan år 1900 (2011)
24. Bergsbruk - Gruvor och metallframställning (2011)

## Webbplatsen sna.se
Norstedts åtog sig vid köpet av SNA att hålla webbplatsen SNA.se igång fram till 2014-06-06. "Eftersom Norstedts åtagande nu upphört och ingen intressent har visat intresse för att ta över tjänsten har vi stängt ner SNA.SE."
Webbplatsen återskapades ett par år senare med material från archive.org[källa behövs] och var tillgänglig fram till hösten 2020.